# Dyana Calub
Dyana Jane Calub, née le 28 novembre 1975 à Bourke, est une nageuse australienne.
Elle est médaillée d'argent aux Jeux olympiques de 2000 de Sydney sur le relais 4 × 100 m 4 nages et remporte aux Championnats du monde 2001 la médaille d'or sur le relais 4 × 100 m 4 nages.
Elle compte aussi à son palmarès une médaille d'or sur 100 m dos et une médaille d'argent sur le relais 4 × 100 m 4 nages aux Championnats pan-pacifiques 1999, une médaille d'argent sur 100 m dos et une médaille d'or sur le relais 4 × 100 m 4 nages aux Championnats pan-pacifiques 2002 ainsi qu'une médaille d'or sur 50 m dos, une médaillé d'argent sur 100 m dos et une médaille d'or sur le relais 4 × 100 m 4 nages aux Jeux du Commonwealth de 2002.